# Marsham
Marsham är en ort och civil parish i Storbritannien.   Den ligger i grevskapet Norfolk och riksdelen England, i den sydöstra delen av landet, 170 km nordost om huvudstaden London. Marsham ligger 24 meter över havet och antalet invånare är 674.
Terrängen runt Marsham är platt. Runt Marsham är det ganska tätbefolkat, med 214 invånare per kvadratkilometer. Närmaste större samhälle är Norwich, 15,9 km söder om Marsham. Trakten runt Marsham består till största delen av jordbruksmark.